# Zjednoczone Emiraty Arabskie na Letnich Igrzyskach Olimpijskich 2008
Zjednoczone Emiraty Arabskie na Letnich Igrzyskach Olimpijskich 2008 reprezentowało 8 zawodników – 6 mężczyzn i 2 kobiety w 7 dyscyplinach. Był to siódmy start reprezentacji Zjednoczonych Emiratów Arabskich na letnich igrzyskach olimpijskich.

## Skład reprezentacji

### Jeździectwo
| Zawodnik           | Koń               | Konkurencja         | Kwalifikacje | Kwalifikacje | Kwalifikacje | Kwalifikacje | Kwalifikacje | Kwalifikacje | Kwalifikacje | Kwalifikacje | Kwalifikacje | Finał   | Finał   | Finał   | Finał   | Finał   | Razem | Razem |
| Zawodnik           | Koń               | Konkurencja         | Runda 1      | Runda 1      | Runda 2      | Runda 2      | Runda 2      | Runda 3      | Runda 3      | Runda 3      | Poz.         | Runda A | Runda A | Runda B | Runda B | Runda B | Razem | Razem |
| Zawodnik           | Koń               | Konkurencja         | Błędy        | Poz.         | Błędy        | Razem        | Poz.         | Błędy        | Razem        | Poz.         | Poz.         | Błędy   | Poz.    | Błędy   | Razem   | Poz.    | Błędy | Poz.  |
| ------------------ | ----------------- | ------------------- | ------------ | ------------ | ------------ | ------------ | ------------ | ------------ | ------------ | ------------ | ------------ | ------- | ------- | ------- | ------- | ------- | ----- | ----- |
| Latifah Al-Maktoum | Kalska De Semilly | skoki indywidualnie | 11           | 61.          | 15           | 26           | 54.          | NQ           | NQ           | NQ           | NQ           | NQ      | NQ      | NQ      | NQ      | NQ      | 26    | 54.   |

### Judo
Mężczyźni
| Zawodnik                | Konkurencja | 1/16             | 1/8              | Ćwierćfinał      | Półfinał         | Pierwsza runda repasaży | Ćwierćfinał repasaży | Półfinał repasaży | Finał/BM         |
| Zawodnik                | Konkurencja | Przeciwnik Wynik | Przeciwnik Wynik | Przeciwnik Wynik | Przeciwnik Wynik | Przeciwnik Wynik        | Przeciwnik Wynik     | Przeciwnik Wynik  | Przeciwnik Wynik |
| ----------------------- | ----------- | ---------------- | ---------------- | ---------------- | ---------------- | ----------------------- | -------------------- | ----------------- | ---------------- |
| Saeed Rashid Al Qubaisi | - 73 kg     | August P 100-000 | NQ               | NQ               | NQ               | —                       | —                    | —                 | NQ               |

### Lekkoatletyka
Mężczyźni
| Zawodnik                  | Konkurencja   | Eliminacje | Eliminacje | Ćwierćfinał | Ćwierćfinał | Półfinał | Półfinał | Finał | Finał   |
| Zawodnik                  | Konkurencja   | Wynik      | Pozycja    | Wynik       | Pozycja     | Wynik    | Pozycja  | Wynik | Pozycja |
| ------------------------- | ------------- | ---------- | ---------- | ----------- | ----------- | -------- | -------- | ----- | ------- |
| Omar Jouma Bilal Al-Salfa | bieg na 200 m | 21,00      | 40.        | NQ          | NQ          | NQ       | NQ       | NQ    | NQ      |

### Pływanie
Mężczyźni
| Zawodnik       | Konkurencje           | Kwalifikacje | Kwalifikacje | Półfinał | Półfinał | Finał | Finał   |
| Zawodnik       | Konkurencje           | Wynik        | Pozycja      | Wynik    | Pozycja  | Wynik | Pozycja |
| -------------- | --------------------- | ------------ | ------------ | -------- | -------- | ----- | ------- |
| Obaid Al Jasmi | 100 m stylem dowolnym | 53,29        | 61.          | NQ       | NQ       | NQ    | NQ      |

### Strzelectwo
Mężczyźni
| Zawodnik         | Konkurencja   | Kwalifikacje | Kwalifikacje | Finał  | Finał   |
| Zawodnik         | Konkurencja   | Punkty       | Miejsce      | Punkty | Miejsce |
| ---------------- | ------------- | ------------ | ------------ | ------ | ------- |
| Ahmad Al Maktoum | trap          | 110          | 30.          | NQ     | NQ      |
| Ahmad Al Maktoum | trap podwójny | 136          | 7.           | NQ     | NQ      |
| Saeed Al Maktoum | skeet         | 114          | 22.          | NQ     | NQ      |

### Taekwondo
Kobiety
| Zawodniczka       | Konkurencja | 1/8                 | Ćwierćfinał         | Półfinał            | Repasaż             | Finał/BM            |
| Zawodniczka       | Konkurencja | Przeciwniczka Wynik | Przeciwniczka Wynik | Przeciwniczka Wynik | Przeciwniczka Wynik | Przeciwniczka Wynik |
| ----------------- | ----------- | ------------------- | ------------------- | ------------------- | ------------------- | ------------------- |
| Maitha Al Maktoum | - 67 kg     | Hwang K-s P 1-5     | NQ                  | NQ                  | Šarić P 0-4         | NQ                  |

### Żeglarstwo
Mężczyźni
| Zawodnik    | Konkurencja | Wyścig | Wyścig | Wyścig | Wyścig | Wyścig | Wyścig | Wyścig | Wyścig | Wyścig | Wyścig | Punkty | Pozycja |
| Zawodnik    | Konkurencja | 1      | 2      | 3      | 4      | 5      | 6      | 7      | 8      | 9      | M      | Punkty | Pozycja |
| ----------- | ----------- | ------ | ------ | ------ | ------ | ------ | ------ | ------ | ------ | ------ | ------ | ------ | ------- |
| Adel Khalid | Laser       | 38     | 38     | 42     | 43     | 11     | 36     | 42     | 38     | 27     | NQ     | 272    | 42.     |